# Everaldo
Everaldo, mit vollem Namen  Everaldo Marques da Silva (* 11. September 1944 in Porto Alegre; † 28. Oktober 1974 in Santa Cruz do Sul), war ein brasilianischer Fußballspieler. Er spielte in der Abwehr von EC Juventude, Grêmio Porto Alegre und der brasilianischen Nationalmannschaft. Seinen Karrierehöhepunkt erlebte er 1970, als Brasilien alle Qualifikations- und Endrundenspiele der WM 1970 gewann und in Mexiko Weltmeister wurde. Everaldo stand bis auf ein Spiel jedes Mal in der Startaufstellung, so auch im Finale gegen Italien.
Der goldene Stern im Wappen von Gremio wurde 1970 ihm zu Ehren angebracht. Er starb bei einem Autounfall in Santa Cruz do Sul.

## Clubs
- 1965–1965: EC Juventude
- 1966–1974: Grêmio Porto Alegre

## Nationalmannschaft
Everaldo spielte 26-mal für die Seleção und erlebte mit dem Nationalteam nur eine Niederlage, 1968.

## Erfolge
- Weltmeister 1970
- Gewinn des Copa Roca 1967
- Gewinn der Staatsmeisterschaften (Rio Grande do Sul State)  1964, 1966, 1967 und 1968 mit Grêmio Porto Alegre
- Gewinn des Rio Branco Cup 1967 mit Grêmio Porto Alegre